# Equivalentes
Equivalentes é uma série de fotos de nuvens tiradas por Alfred Stieglitz de 1925 a 1934. Elas são geralmente reconhecidas como as primeiras fotos destinadas a libertar o assunto da interpretação literal e, como tal, são algumas das primeiras obras de arte fotográficas totalmente abstratas.

## Descrição
Stieglitz tirou pelo menos 220 fotos que chamou de Equivalentes ou Equivalentes; todos apresentam nuvens no céu. A maioria deles mostra apenas o céu sem qualquer horizonte, edifícios ou outros objetos na moldura, mas um pequeno número inclui colinas ou árvores. Uma série de 1927 apresenta choupos em primeiro plano.
Quase todas as fotos são impressas em tons escuros, de modo que o céu freqüentemente parece preto ou quase preto. O contraste entre o céu e as nuvens muito mais claras é impressionante em todas as impressões, exceto em algumas. Algumas imagens incluem o sol como um elemento distinto na foto ou como uma força iluminadora por trás das nuvens.